# Кошариця
Коша́риця (болг. Кошарица) — село в Бургаській області Болгарії. Входить до складу громади Несебир.

## Населення
За даними перепису населення 2011 року у селі проживали 1219 осіб.
Національний склад населення села:
| Національність   | Кількість осіб | Відсоток |
| ---------------- | -------------- | -------- |
| болгари          | 844            | 89,0%    |
| турки            | 69             | 7,3%     |
| цигани           | 20             | 2,1%     |
| Всього відповіли | 948            |          |

Розподіл населення за віком у 2011 році:
Динаміка населення: